# 城屋敷村
城屋敷村（しろやしきむら）は、かつて岐阜県羽島郡にあった村である。
現在の羽島市下中町城屋敷などに該当する。
発足時は中島郡であったが、郡の合併で羽島郡の村となっている。

## 歴史
- 中島郡桑原庄[2]
- 1889年（明治22年）7月1日 - 町村制により城屋敷村が発足。
- 1897年（明治30年）4月1日[3] - 羽栗郡と中島郡が合併して羽島郡となり、当村は羽島郡の所属となる。
- 1897年（明治30年）4月1日 - 西加賀野井村、市之枝村、石田村と合併し、下中島村が発足。同日城屋敷村廃止。